# Falcidens aequabilis
Falcidens aequabilis é uma espécie de molusco pertencente à família Chaetodermatidae.
A autoridade científica da espécie é Salvini-Plawen, tendo sido descrita no ano de 1972.
Trata-se de uma espécie presente no território português, incluindo a zona económica exclusiva.